# Сухое горючее
Сухое горючее — топливо, также известно в быту под названием «сухой спирт». На самом деле сухое горючее к спиртам не относится. Сухое горючее состоит из уротропина, спрессованного с небольшим количеством парафина. Уротропин был получен в 1859 году русским химиком-органиком Александром Михайловичем Бутлеровым (1828—1886), который изучал взаимодействие формальдегида с водным раствором аммиака. В результате реакции образовались бесцветные кристаллы состава (СH2)6N4. Это вещество получило название гексаметилентетрамин или уротропин. 

Также в качестве горючего вещества в таблетках используются метальдегид и сольват ацетата кальция.
Таблетки прессованного сухого горючего горят бесцветным пламенем аналогично спиртам, не растекаются во время горения, не коптят. Удельная теплотворная способность сухого горючего — около 31 300 кДж/кг.

## Применение

### По назначению
Обычно используются для разогрева или приготовления пищи в полевых условиях туристами, военными и спасательными организациями.
Часто таблетки сухого горючего включаются в состав армейского продовольственного пайка, и зачастую в комплекте идет металлическая подставка для разогреваемой емкости — по размеру одной таблетки.
Также сухое горючее используют как топливо для миниатюрных моделей паровых машин.

### Не по назначению
Возможно применение в качестве ингибитора при удалении продуктов коррозии со стальных деталей соляной кислотой в соответствии с ГОСТ Р 9.907-2007. Помимо этого, применяется некоторыми кустарными производителями спиртосодержащих напитков в качестве усилителя вызываемого ими алкогольного опьянения, что может вызвать тяжелое отравление вплоть до летального исхода.

## Преимущества и недостатки
Таблетки сухого горючего — простой, легкий, компактный, мощный источник тепла. При соблюдении условий хранения имеют неограниченный срок годности. В связи с тем, что мощность пламени регулировать проблематично, оно чаще используется для разогрева, чем для готовки пищи. Пламя от горения сухого горючего чувствительно к ветру, поэтому может быть необходим простой экран. Сухое горючее дороже и менее распространено, чем прочие виды топлива вроде этанола или бензина.
При зажигании отсыревшей таблетки часто она «стреляет» —  после прогрева трескается с разбросом горящих осколков на расстояние до метра, что представляет пожарную опасность. Если перед зажиганием таблетку раскрошить, этого не происходит.

## Токсичность
Некоторые продукты горения сухого спирта или его реакций дают токсичные вещества. Гексаметилентетрамин в кислой среде даёт формальдегид, который токсичен. При горении образуются аммиак, оксиды азота, цианид водорода. При попадании в желудок внутрь может вызвать тошноту, рвоту, желудочно-кишечные расстройства и повреждение почек.
Метальдегид — один из видов сухого спирта, также токсичен. Имеет характер токсичности, аналогичный ацетальдегиду.
Также следует заметить, что при попадании в желудок таблеток сухого спирта у детей и домашних животных может произойти прилипание таблетки к оболочке желудка, и она долго не растворяется, что дает увеличение скрытого периода отравления до 15 часов и затрудняет определение причины отравления.